# Sad (przystanek kolejowy)
Sad (biał. Сад, ros. Сад) – przystanek kolejowy w miejscowości Dziatłowicze, w rejonie łuninieckim, w obwodzie brzeskim, na Białorusi. Leży na linii Równe – Baranowicze – Wilno.